# Melkmaschine

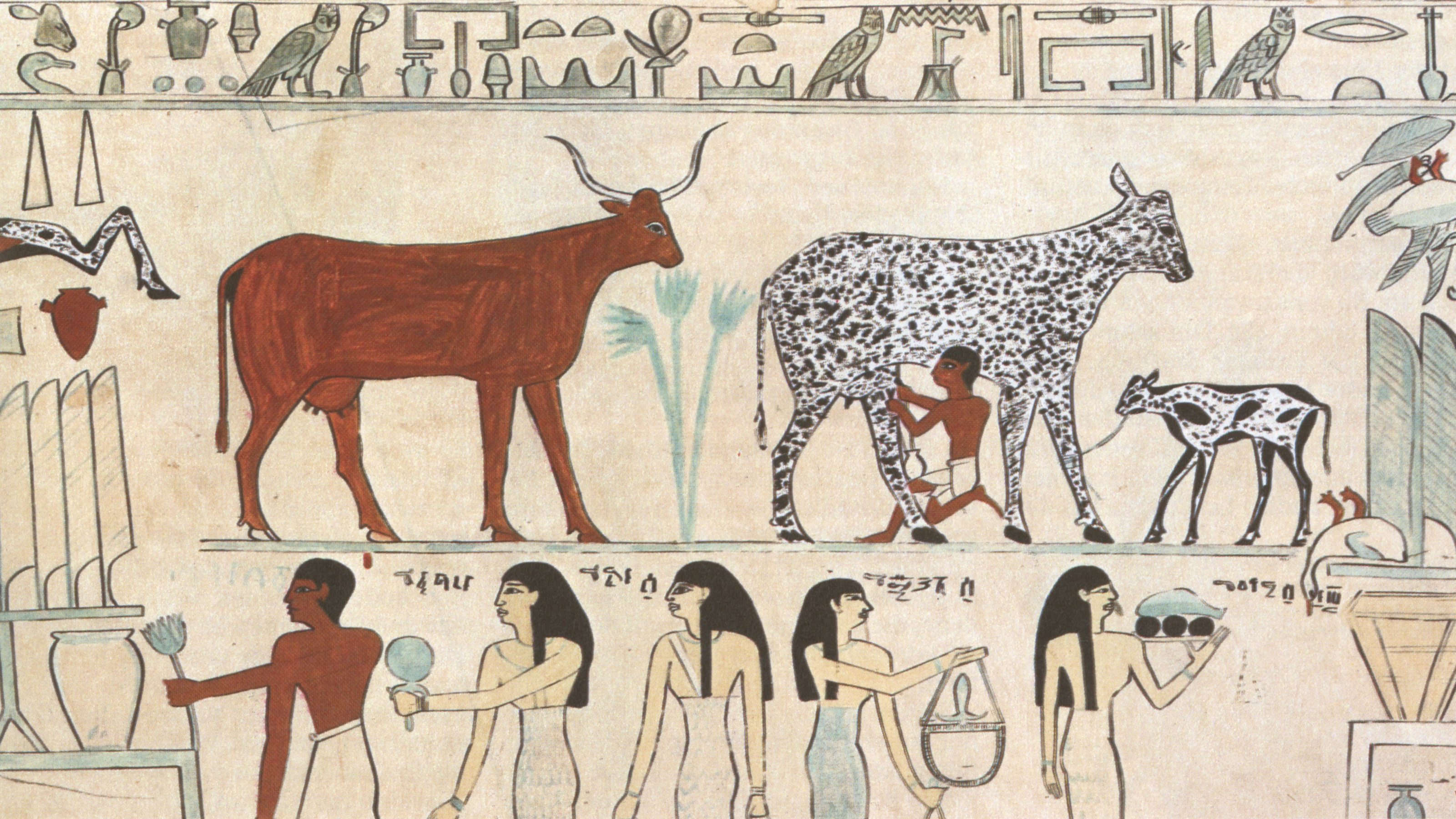
Ägyptischer Bauer beim Melken

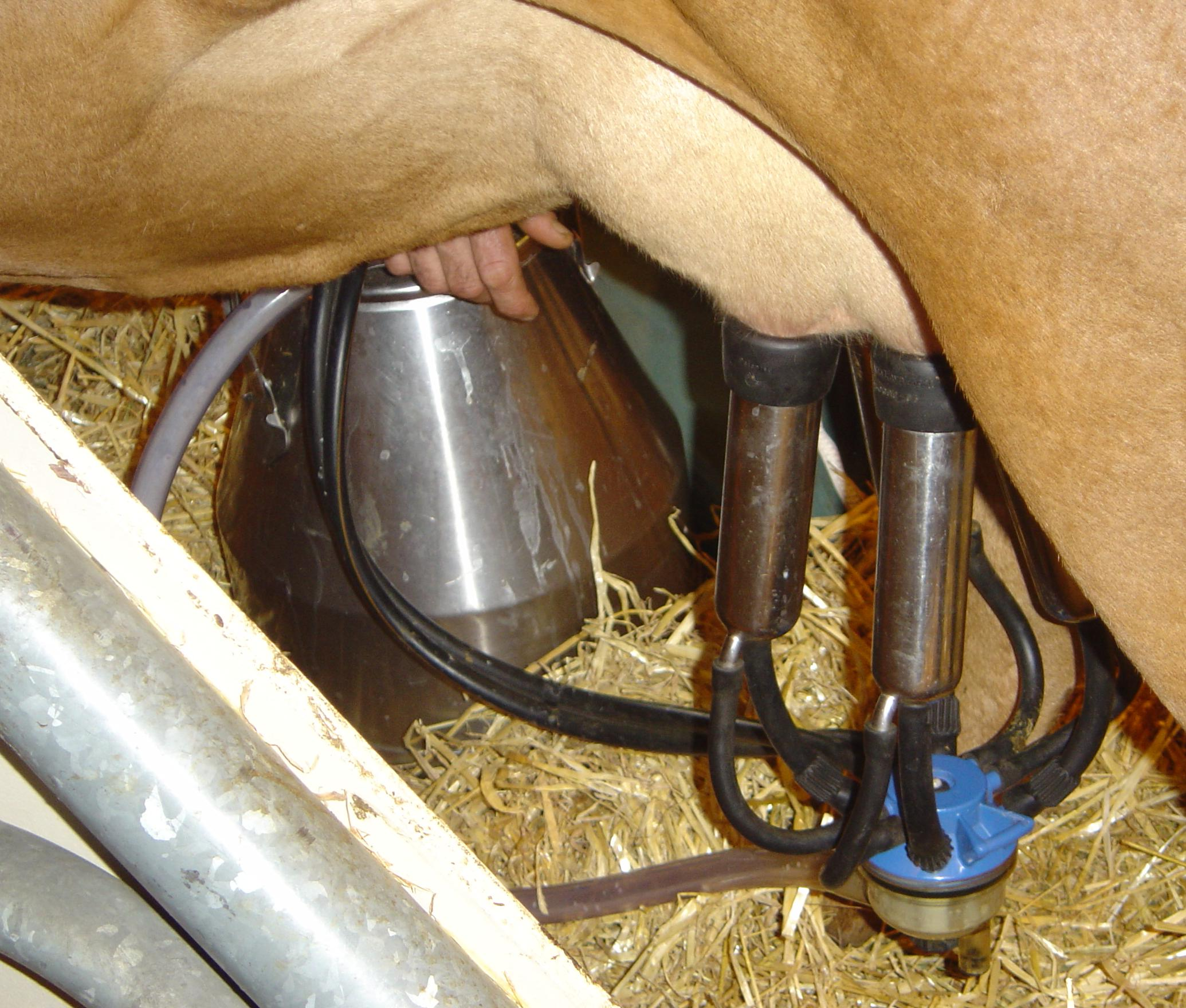
Tragbare Melkmaschine zum Anschluss an eine Vakuumrohrleitung

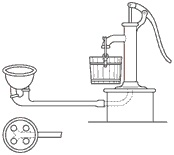
Melkmaschine US-Patent 1879 von Anna Corey Baldwin

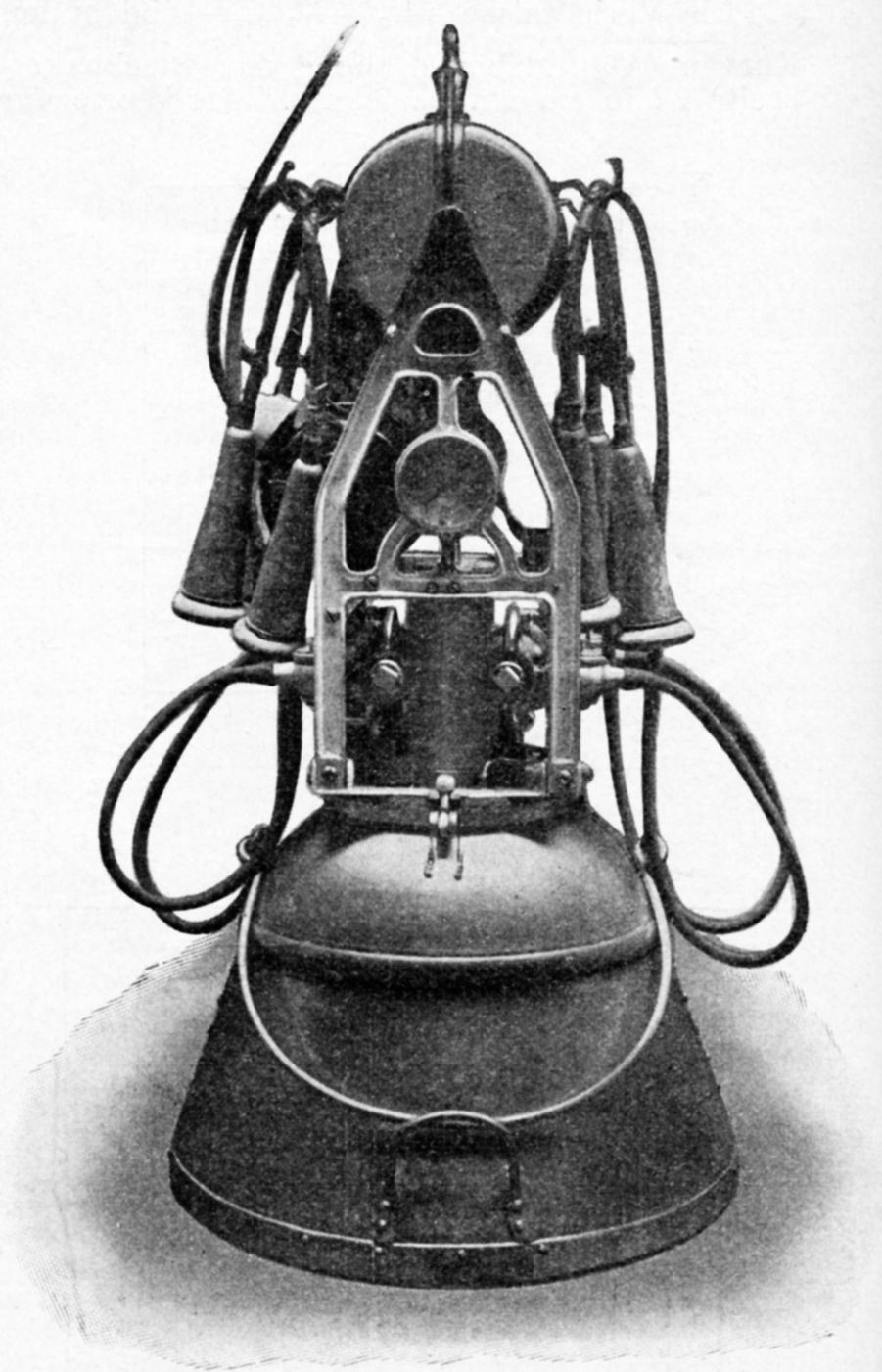
Tragbare elektrische Melkmaschine von 1910

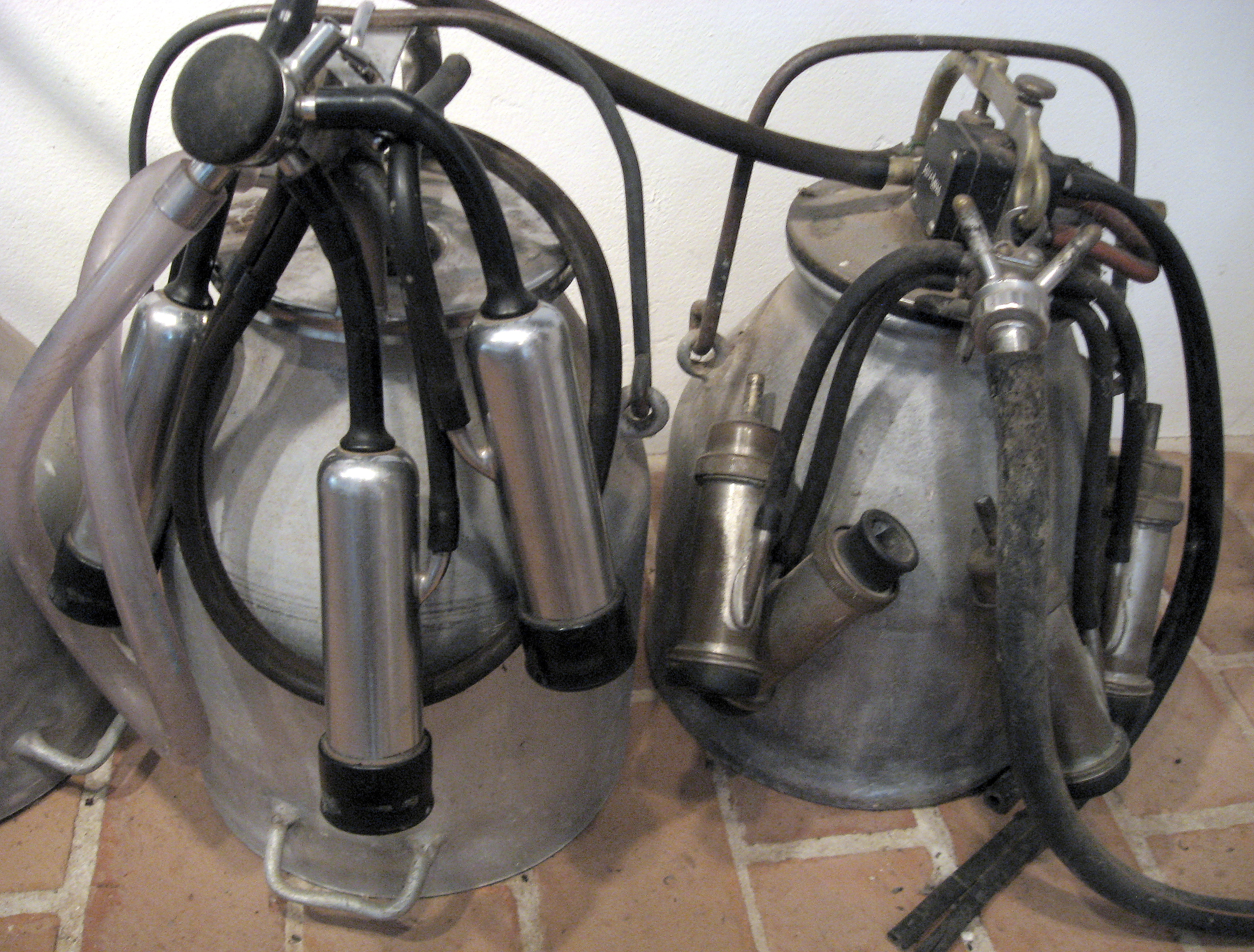
Alfa Laval Melkmaschinen li. von 1950 re. von 1924

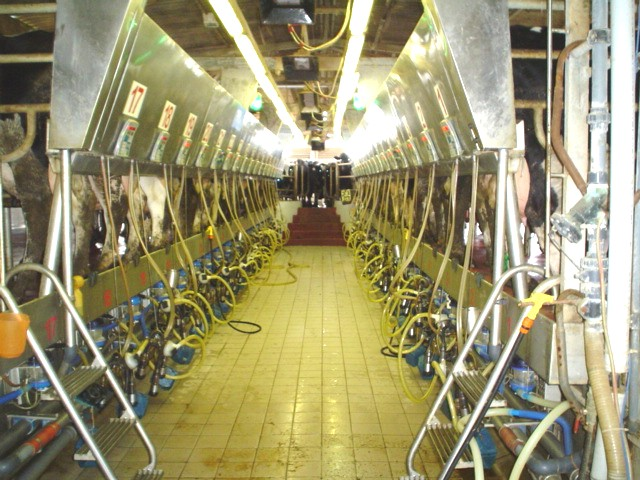
Melkmaschine in einem Melkstand

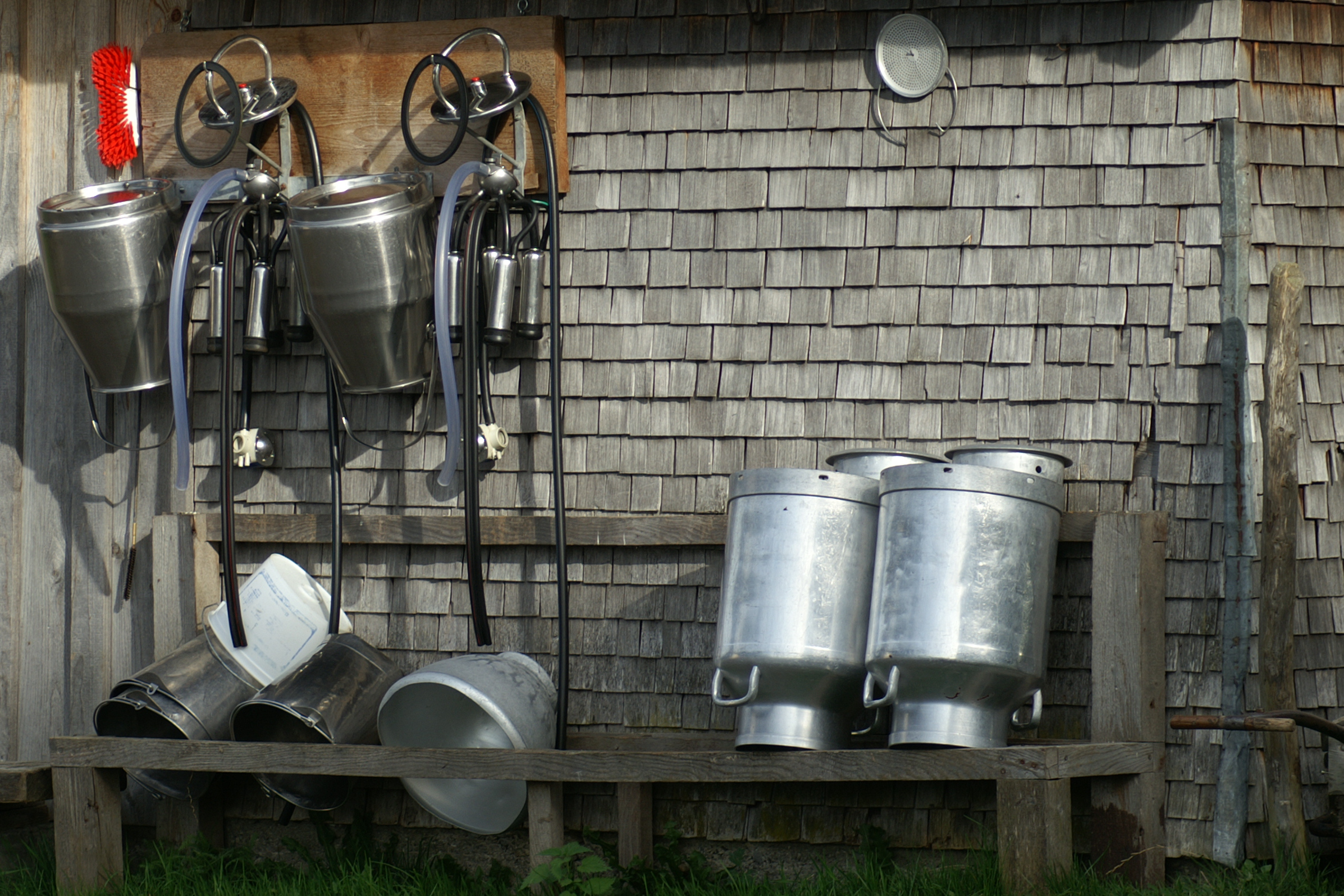
Melkgeschirr, Melkutensilien

Die Melkmaschine ist eine Vorrichtung, um bei verschiedenen landwirtschaftlich genutzten Muttertieren (meist Kühen) durch Melken Milch aus dem Euter zu gewinnen.

## Geschichte
Etwa 400 vor Christus begannen in Ägypten die ersten Versuche zur Erleichterung des Melkens. Die Bauern verwendeten Weizenstrohhalme, die für den Milchlauf in die Milchzitzen eingeführt wurden.
Leighton O. Colvin patentierte 1860 in den USA seine erste Melkmaschine. Dieser Melkapparat hatte sich nicht erfolgreich durchsetzen können, da er die Milchkühe verletzte. Die Engländer Kershaw und Calwin entwickelten 1862 in London die erste mechanische Melkmaschine.
Am 8. September 1879 entwickelte Anna Corey Baldwin aus Newark (New Jersey) eine Saugschale, die durch eine von Hand betriebene Luftpumpe bedient wurde. Die Milch floss in einen Eimer.
Ein Schotte entwickelte 1889 einen modernen Melkapparat. Im gleichen Jahr stellte die Firma Schütt & Ahrens aus Stettin das Modell Distel vor, das aber nur wenige Jahre in der Milchproduktion eingesetzt wurde.
Der Ingenieur Gustav de Laval erfand 1896 den sogenannten „Laktator“ als wichtigen Bestandteil der Melkmaschine.
In der Zeit 1910 bis 1914 begannen sich Melkmaschinen durchzusetzen und die Deutsche Landwirtschafts-Gesellschaft prüfte einige Modelle in bestehenden Milchviehanlagen. Die Prüfergebnisse veröffentlichte die Gesellschaft in ihrer Publikation Arbeiten der Deutschen Landwirtschafts-Gesellschaft. Darin wurden die Modelle Revalo, Wallace, Alfa, Max, Omega, Heureka, Vaccar, Sharples und Dana genannt.
1912 erhielt der deutsche Ingenieur Axel Sabroe aus Hadersleben (Schleswig-Holstein) ein Patent auf seine Melkmaschine, die er Dana nannte.
1913 wurde von Macartney die Sharples-Melkmaschine/Milch Separatoren in Pennsylvanien, USA, hergestellt. Sie ähnelte der Melkmaschine „Max“, nur arbeitete sie abweichend mit verdünnter und komprimierter Luft und benötigte dazu deshalb eine doppelte Rohrleitung. Der Pulsator war von dem aufnehmenden Milchkannenbehälter getrennt angebracht und die Gummizitzenbecher waren im unteren Bereich versteift. Für jede Kuh gab es ein separates Milchsammelgefäß. Am Rande der Winterversammlung des Deutschen Milchwirtschaftlichen Vereins in Berlin besuchte 1913 eine Delegation das Gut Birkholz der Gemeinde Weißensee bei Berlin, um eine Sharples-Melkanlage zu besichtigen.
Der DeLaval Milker wurde 1917 patentiert. Gustaf de Laval hatte das Potential des Erfinders Norman John Daysh aus Neuseeland erkannt und mit ihm gemeinsam eine Melkmaschine entwickelt, die pulsierendes Vakuum verwendete.
1971 waren in der DDR folgende Modelle von Melkanlagen in Betrieb: Gaue, Person, Senior ideal, Simplex, Vaccar und Westfalia.
Melkmaschinen werden seit dem 19. Jahrhundert eingesetzt, elektrisch betriebene seit Anfang des 20. Jahrhunderts.

## Eigenschaften und Funktionen
Je nach Stalltyp gibt es heutzutage fest eingebaute Melkanlagen (Melkstände in Laufställen), teilweise tragbare (in Rohrmelkanlagen in Anbindeställen oder mobile auf Weiden). Seit 1992 werden in manchen Betrieben Melkroboter eingesetzt.
Sie besteht aus:
- zwei bis vier Melk- oder Zitzenbecher, je nach Tierart,
- dem Milchsammelstück, auch Zentrale (ostdt.) genannt,
- kurzen und langen Milchschläuchen,
- kurzen und langen Luftschläuchen,
- dem Pulsator,
- der Milchleitung,
- dem Milchabscheider,
- einem Milchsammeltank,
- der Vakuumpumpe (Verdränger- oder Wasserringpumpe)
- einer Kühleinrichtung und der Reinigungsvorrichtung (meist Reinigungsautomat).

Die Melkbecher werden über die Zitzen des Euters gestülpt, an die ein pulsierender Unterdruck angelegt wird: Unterdruck und Entlastung (das heißt kein Unterdruck) wechseln sich meistens im Verhältnis 3:2 ab. Der Unterdruck ist so gewählt, dass an den Zitzen ein Melkvakuum von ungefähr 40 kPa anliegt (vgl. Luftdruck bei 101 kPa). Das Melkvakuum ist definiert als die Differenz zwischen Anlagendruck und Atmosphärendruck, in diesem Fall von 40 kPa Melkvakuum beträgt der Anlagendruck also 61 kPa. Dieser hohe (Nebeneffekt der Pulsierung, ebenfalls pulsierend) Unterdruck kann höchstens als Maximalwert in dem vom Melkbecher umschlossenen Zitzenteil gefunden werden. Der eigentliche Euterinnendruck, „weiter oben“ in der Euterzisterne, beträgt meist 0–3 kPa Überdruck (hydrostatisch oder (3–5 kPa) nach Stimulation).
Die Milch fließt aus den Melkbechern über die Milchschläuche in den Milchabscheider. Von dort wird die Milch in den Milchkühltank gepumpt. Dort wird sie dann gekühlt und bis zur Verwendung oder bis zum Transport zur Weiterverarbeitung gelagert.